# Поздняя любовь (пьеса)
«Поздняя любовь» — пьеса («сцены из жизни захолустья в четырёх действиях») Александра Островского. Написана в 1873 году.
Впервые поставленная на сцене Малого театра 22 ноября (4 декабря) 1873 года, эта пьеса с тех пор не сходит со сценических подмостков многих театров. По пьесе в 1983 году на «Мосфильме» снят одноимённый фильм.

## Действующие лица
- Фелицата Антоновна Шаблова, хозяйка небольшого дома.
- Герасим Порфирьич Маргаритов, адвокат из отставных чиновников, старик благообразной наружности.
- Людмила, его дочь, скромная, немолодая девушка.
- Николай Андреич Шаблов, старший сын Фелицаты Антоновны.
- Дормедонт, младший сын Фелицаты Антоновны, писарь у Маргаритова.
- Варвара Харитоновна Лебедкина, вдова.
- Онуфрий Потапыч Дороднов, купец средних лет.

## Сюжет
Когда-то Герасим Порфирьич Маргаритов был одним из самых известных московских адвокатов, вел большие дела. Но писарь выкрал у него документ на большую сумму и продал должнику. Герасиму Порфирьичу пришлось своим состоянием отвечать перед клиентом. Жена умерла от горя, сам он думал о самоубийстве, но только жалость к маленькой дочери удержала его.
Прошли годы. Маргаритов с взрослой дочерью снимает комнату в бедном доме у Фелицаты Антоновны Шабловой.
Людмила влюбляется в сына хозяйки дома, легкомысленного и безответственного Николая. Ради его спасения от долгов она крадёт важнейший денежный документ, доверенный её отцу. Влюблённый в другую женщину молодой человек тут же вручает вексель ей, а соперница его сжигает… История заканчивается благополучно: уничтоженный вексель оказывается копией, Николай — порядочным человеком, а Людмила выходит замуж за любимого.